# 로사리오 국립대학교
로사리오 국립대학교(스페인어: Universidad Nacional de Rosario, UNR)는 아르헨티나 산타페주의 로사리오시에 위치한 국립대학교이다. 1968년에 세워졌으며, 의대, 약대, 자연대, 공대, 경상대, 교대 등을 포함한 종합 연구 대학교이다.